# Des Apaches
Pour les articles homonymes, voir Apache.
Pour plus de détails, voir Fiche technique et Distribution.
Des Apaches est un film dramatique français réalisé par Nassim Amaouche et sorti en 2015.

## Synopsis
Samir -un bâtard insouciant et sans attache vivant d'expédients- enterre sa mère et s'interroge sur la présence d'un inconnu. Il décide de le suivre et se présente un jour à son commerce. Ce dernier se révèle être son père kabyle. Leur rencontre chamboule les plans d'affaires du père, qui se voit contraint de lui demander sa participation dans une transaction familiale importante et louche, explicitée par un avocat d'affaires.

## Fiche technique
- Titre : Des Apaches
- Réalisation : Nassim Amaouche
- Scénario : Nassim Amaouche et Guillaume Bréaud
- Photographie : Céline Bozon
- Montage : Julien Lacheray
- Décors : Florian Sanson
- Costumes : Monic Parelle
- Son : Laurent Gabiot
- Musique : Ziad Rahbani, Nina Simone (Keeper of the Flame), Peyman Yazdanian et Hervé Teboul
- Producteur : Alexandra Henochsberg
- Société de production : Ad Vitam
- Distributeur : Ad Vitam
- Pays d'origine :  France
- Genre : drame
- Durée : 97 minutes
- Date de sortie :
  -  France : 22 juillet 2015

## Distribution
- Nassim Amaouche : Samir
- Laetitia Casta : Jeanne
- André Dussollier : Jean
- Djemel Barek : le père de Samir
- Alexis Clergeon : l'enfant
- Kamel Labroudi : Karim
- Mohand Taferka : le vieux chef
- Hammou Graïa : Belkacem
- Kamel Laadaili : Djibril